# Градище (Кавадарско)
Вижте пояснителната страница за други значения на Градище.
Градище или Градища (на македонска литературна норма: Градиште) е бивше село в Северна Македония, в Община Кавадарци.

## География
Селото е било разположено южно от Кавадарци, на пътя за Мрежичко.

## История
В XIX век Градище е българско село в Рожденска нахия на Тиквешка каза на Османската империя. Според статистиката на Васил Кънчов („Македония. Етнография и статистика“) от 1900 г. Градища има 155 жители българи християни.
Цялото християнско население на селото е под върховенството на Българската екзархия. По данни на секретаря на екзархията Димитър Мишев („La Macédoine et sa Population Chrétienne“) в 1905 година във Градища (Gradichta) има 32 българи екзархисти.
Селската църква „Света Богородица“ е изграден и изписана в XIX век. Представлява еднокорабна сграда, която е пред разпадане.